# Berlinka (Sammlung)
Als Berlinka (polnisch für „Berliner [Sammlung]“), auch Pruski skarb („Preußenschatz“), wird eine umfangreiche Sammlung deutscher Originalhandschriften in der Jagiellonischen Bibliothek in Krakau bezeichnet, die sich seit dem Ende des Zweiten Weltkriegs in polnischem Besitz befindet. Der Verbleib der Bestände wird kontrovers diskutiert.
Weiterhin wird der Begriff allgemeiner für in polnischen Bibliotheken befindliche historische Buchbestände aus der Preußischen Staatsbibliothek zu Berlin verwendet.

## Auslagerung und Besitzwechsel
Die Bestände wurden zwischen September 1942 und Januar 1944 aus der Preußischen Staatsbibliothek zu Berlin zum Schutz vor Bombenschäden in das schlesische Kloster Grüssau sowie Schloss Fürstenstein ausgelagert. Im Frühjahr 1945 eroberten sowjetische Truppen das Gebiet.
Als nach dem Potsdamer Abkommen vom 2. August 1945 das deutsche Staatsgebiet östlich der Oder-Neiße-Linie unter sowjetische und polnische Verwaltung fiel, kamen diese umfangreichen Depots unter die Hoheit der Volksrepublik Polen. Die Berlinka-Dokumente wurden im Winter 1945/46 von polnischer Miliz aus dem Kloster abtransportiert und in der Folgezeit nach Krakau verbracht. Die Frage, ob sie sich von 1945 bis zum Transport nach Krakau auf deutschem oder polnischem Hoheitsgebiet befanden, ist zwischen deutschen und polnischen Juristen strittig.

## Umfang des Bestandes
Die Sammlung umfasst zirka 300.000 Bände aus wertvollen mittelalterlichen Handschriften, Autographen, unter anderem von Luther und Goethe, Schillers Doktorarbeit, eine Autographensammlung (Briefe von und an 9000 Personen) als Teil der Sammlung Varnhagen von Ense und eine umfangreiche Musikaliensammlung mit Originalpartituren bedeutender Kompositionen von Bach, Beethoven und Mozart, wie z. B. die Entführung aus dem Serail. Bestandteil der Sammlung ist ebenfalls der Löffelholz-Codex von 1505, eine bedeutende technologische Bilderhandschrift.

## Geschichte und Verhandlungen
Die Regierungen der DDR und der Volksrepublik Polen vereinbarten 1965 eine Rückführung der Bestände aus Polen, die hauptsächlich einen Teil der weniger wertvollen Bestände umfasste.
Bis 1977 wurde die Existenz der Sammlung von polnischer Seite dem Westen gegenüber geleugnet. Doch befand sie sich damals, wie heute, in der Bibliothek der Krakauer Jagiellonen-Universität. Selbst Musikwissenschaftler der Universität, die wissenschaftlich über die Komponisten Beethoven oder Bach arbeiteten, wussten nichts von der Existenz der Partituren an ihrer Universitätsbibliothek. 1974/1975 drängte die Direktion der Bibliothek darauf, die Sammlungen in die eigenen Bestände zu integrieren, doch wurde dieses Projekt wieder eingestellt, und es blieb bei den getrennten Provenienzen und den alten Signaturen.
Seit Ende der 1980er Jahre können wissenschaftlich ausgewiesene Benutzer (Doktoranden nur mit Empfehlung ihrer jeweiligen Universitäten) die „Berlinka“ zu Forschungszwecken einsehen. Ende 1999 tauchten auf Auktionen Inkunabeln aus der Jagiellonischen Bibliothek auf, die von ehemaligen Mitarbeitern entwendet worden sein sollen. Seitdem wurden die Benutzungsbedingungen restriktiv ausgelegt.
Wie der gesamte deutsche Besitz in den ehemaligen deutschen Ostgebieten waren auch die Kulturgüter per Dekret nach März 1946 zu polnischem Staatseigentum erklärt worden. Die deutsche Bundesregierung hält dagegen, dass in diesem Fall die Haager Landkriegsordnung von 1907 als bis heute gültiges Völkerrecht zur Anwendung kommt, die eine Wegnahme von Kulturgütern verbietet. Verhandlungen über die Rückführung von kriegsbedingt verlagerten Kulturgütern kamen Ende der 1990er Jahre auf Anregung des polnischen Präsidenten Aleksander Kwaśniewski in Gang und dauern bis heute an.
Grundlage der Rückgabeverhandlungen ist unter anderem der deutsch-polnische Nachbarschaftsvertrag vom 17. Juni 1991. Danach sind beide Länder „bestrebt, die Probleme im Zusammenhang mit Kulturgütern und Archivalien, beginnend mit Einzelfällen, zu lösen“. Umstritten ist, ob die Berlinka Beutekunst darstellt. Nach polnischer Auffassung ist sie dies nicht, da ihr Bestand nicht von Polen kriegsbedingt verschleppt, sondern innerhalb Deutschlands verlagert wurde. Durch die Neuziehung der Grenzen nach dem Zweiten Weltkrieg befanden sich die Verlagerungsorte auf polnischem Territorium, womit auch die ausgelagerten Bestände nun nach Polen gelangt wären.
Im Dezember 2000 schlug Polen der deutschen Regierung vor, die Sammlung im Austausch gegen polnische Kunstwerke zurückzugeben, die während der deutschen Besetzung Polens im Zweiten Weltkrieg geraubt worden waren. Dass die Gründung einer deutsch-polnischen Stiftung nicht zustande kam, die solche Kunstwerke auffinden und aufkaufen sollte, führt der damalige Deutschlandbeauftragte Władysław Bartoszewski darauf zurück, dass der damalige Bundeskanzler Gerhard Schröder diesen Vorschlag „nicht begriffen“ habe.

## Neuere Bemühungen um die Erschließung
Anfang 2006 kamen die Bestände wieder ins öffentliche Bewusstsein, als in der Bibliothek lange verschollen geglaubte Exemplare des Grimm’schen Wörterbuchs mit handschriftlichen Notizen der Brüder Grimm wiedergefunden wurden. 2011 wurden die Briefe von Heinrich von Kleist ausgestellt.
Von 2015 bis 2017 wurde im Rahmen des vom Bundesministerium für Bildung und Forschung und der Bundesbeauftragten für Kultur und Medien finanzierten Verbundprojektes Alexander von Humboldts Amerikanische Reisetagebücher der ca. 11.000 Blatt umfassende sogenannte Nachlass Alexander von Humboldt in der Datenbank Kalliope erfasst und vollständig digitalisiert. Der Nachlass ist über das Alexander-von-Humboldt-Portal der Berliner Staatsbibliothek zugänglich und mit den Berliner Humboldt-Beständen vernetzt.
Projekte zur editorischen Erschließung von Teilbeständen der Varnhagensammlung – teils mit Förderung durch das polnische Nationale Zentrum für Wissenschaft (Narodowe Centrum Nauki) – standen im März 2017 bei der Tagung Nur Frauen können Briefe schreiben. Facetten weiblicher Briefkultur nach 1750 im Mittelpunkt, die von den germanistischen Instituten der Jagiellonen-Universität Krakau und der Schlesischen Universität Katowice in Kooperation mit dem Institut für Germanistik der Universität Leipzig und der Interdisziplinären Forschungsgruppe zur Kultur des Mittelalters und der Frühen Neuzeit an der Universität Warschau in der Jagiellonenbibliothek ausgerichtet wurde. Seit dem Frühjahr 2020 bemüht sich die Bauhaus-Universität in Weimar in Zusammenarbeit mit der Jagiellonischen Universität in einem von der Deutschen Forschungsgemeinschaft und dem Nationalen Zentrum für Wissenschaft geförderten Projekt um die Erschließung der Lebenszeugnisse weiblicher Autoren in der Sammlung Varnhagen.
Im Juni 2017 fand eine interdisziplinäre Konferenz mit internationalen Vertretern unterschiedlicher Fachrichtungen statt, die in den vergangenen fünfundzwanzig Jahren mit den Berliner Beständen in Krakau gearbeitet hatten.  Ein Tagungsband mit den Konferenzbeiträgen wurde von der Bibliothekarin Monika Jaglarz und der Germanistin Katarzyna Jaśtal herausgegeben. In ihrer Einleitung erinnern die Herausgeberinnen an die seit 1935 als Kriegsvorbereitung geplante und seit 1939 ins Werk gesetzte Auslagerung aus Berlin und geben einen Überblick über die heute in Krakau befindlichen Rarissima der ehemaligen Preußischen Staatsbibliothek (Alba Amicorum, Manuscripta: Americana, Gallica, Germanica, Graeca, Hispanica, Italica, Latina, Lusitana, Orientalia, Raetoromanica, Slavica, Theologica Latina; ferner Libri impressi cum notis manuscriptis, Miscellanea, Sammlung Varnhagen, Sammlung Autographa, diverse Schriftsteller-Nachlässe und fernöstliche Orientalia aus verschiedenen Sammlungen).
Beide Tagungen von 2017 gingen mit mehrwöchigen Ausstellungen ausgewählter und von Fachwissenschaftlern kommentierter Exponate im Ausstellungsraum des Krakauer Bibliotheksgebäudes einher.